# Lorraine Crosby
Lorraine Crosby (1960. november 27. –) brit énekesnő, vokalista. Művészneve Mrs. Loud.

## Munkássága
Első igazán sikeres debütálása 1993-ban Meat Loaf mellett, az I'd Do Anything For Love című dalban volt. A 12 perces dal utolsó 3 percében volt hallható, de az a 3 perc hatalmas sikert hozott számára. Jim Steinman ötlete volt Őt betenni vokalistának és jó döntés volt. A dalhoz videóklip is készült, de Lorraine helyett, egy Dana Patrick nevű modell utánozta vokálját. Lorraine Crosby hamar felfigyeltek a lemezkiadók. Ajánlatot kapott a német Hansa kiadótól és a brit Sanctuary Music Group-tól. Lorraine az Egyesült Államokba utazott, ahol a Duran Duran mellett is feltűnt, de később azt tanácsolták neki, menjen vissza Európába, és ott alapozza meg a karrierjét.
1995-ben Bonnie Tyler Free Spirit című lemezénél vokálozott. Ezután visszavonult a mikrofontól és 2005 áprilisáig gyermektáborokban és segélyszervezeteknél dolgozott. 2005-ben ismét Bonnie Tyler, Wings című albumán énekel. Az All I Need Is Love című dalban vokálozik, míg az I'll Stand By You dalban már duettet énekel Bonnieval. 2007-ben saját albumot terveznek kiadni. Szeretne visszatérni önálló énekesként saját albummal. Férje és zenei segítőtársa nem más mint Stuart Emerson, aki Jim Steinman mellett is dolgozott már.

## Közreműködései
- Meat Loaf: Bat Out Of Hell II. (I'd Do Anything For Love)
- Bonnie Tyler: Free Spirit album
- Bonnie Tyler: Wings (I'll Stand By You, All I Need Is Love)